# Melrose (Nou Mèxic)
Melrose és una població dels Estats Units a l'estat de Nou Mèxic. Segons el cens del 2000 tenia 736 habitants.

## Demografia
Segons el cens del 2000, Melrose tenia 736 habitants, 309 habitatges, i 200 famílies. La densitat de població era de 165,2 habitants per km².
Dels 309 habitatges en un 28,5% hi vivien nens de menys de 18 anys, en un 54% hi vivien parelles casades, en un 9,7% dones solteres, i en un 35% no eren unitats familiars. En el 33% dels habitatges hi vivien persones soles el 17,8% de les quals corresponia a persones de 65 anys o més que vivien soles. El nombre mitjà de persones vivint en cada habitatge era de 2,34 i el nombre mitjà de persones que vivien en cada família era de 2,99.
Per edats la població es repartia de la següent manera: un 25,8% tenia menys de 18 anys, un 6,8% entre 18 i 24, un 22,4% entre 25 i 44, un 24,7% de 45 a 60 i un 20,2% 65 anys o més.
L'edat mediana era de 42 anys. Per cada 100 dones de 18 o més anys hi havia 82,6 homes.
La renda mediana per habitatge era de 26.607 $ i la renda mediana per família de 31.635 $. Els homes tenien una renda mediana de 24.643 $ mentre que les dones 15.667 $. La renda per capita de la població era de 13.053 $. Aproximadament el 16,4% de les famílies i el 21,6% de la població estaven per davall del llindar de pobresa.

## Poblacions més properes
El següent diagrama mostra les poblacions més properes.